# Булатович, Катарина
Катарина «Кача» Булатович (черног. Katarina «Kaća» Bulatović / Катарина «Каћа» Булатовић; род. 15 ноября 1984 года, Крагуевац) — бывшая черногорская гандболистка. Серебряный призёр летних Олимпийских игр 2012 года, чемпионка Европы 2012 года в составе сборной Черногории. Старшая сестра гандболистки Анджелы Булатович.

## Карьера

### Клубная
С 2001 по 2005 годы выступала за клуб «Князь Милош». Последующий сезон провела в белградском клубе «Ласта», приняв участие в Кубке ЕГФ. Летом 2006 перешла в датский клуб Первой лиги «Слагельсе», с которым выиграла чемпионат Дании 2007 и Лигу чемпионов ЕГФ. По окончании сезона 2007/2008 перешла в клуб «Будучност», в составе которого в 2010 году выиграла Кубок обладателей кубков, а в 2012 году Лигу чемпионов (с 2009 по 2012 годы также становилась чемпионкой и победительницей Кубка Черногории). Летом 2012 года уехала в Румынию выступать за клуб «Олтким Рымнику Вылча». В сезонах Лиги чемпионов 2010/2011 и 2011/2012 занимала третье место в рейтинге бомбардиров.

### В сборной
В составе сборной Черногории провела более 80 матчей и забила более 450 мячей. Стала серебряным призёром Олимпийских игр 2012 года, завоевав титул лучшего бомбардира на Олимпиаде с 53 голами и попав в символическую сборную Олимпиады (в четвертьфинале против Франции именно её победный семиметровый бросок принёс победу Черногории со счётом 23:22). В декабре 2012 года выиграла чемпионат Европы, проходивший в Сербии, а также снова стала лучшим бомбардиром (на этот раз уже с 56 голами в активе) и вошла в символическую сборную турнира.